# Heinz Schiller
Heinz Schiller (n. 25 ianuarie 1930, Frauenfeld⁠(d), Elveția – d. 26 martie 2007, Geneva, Elveția) a fost un pilot de Formula 1. De-a lungul carierei a luat startul în 1 cursă, niciuna din pole-position. Nu a câștigat nicio cursă și nu a terminat niciodată pe podium, acumulând 0 puncte în întreaga activitate ca pilot de Formula 1.